# Teltow (Schiff)

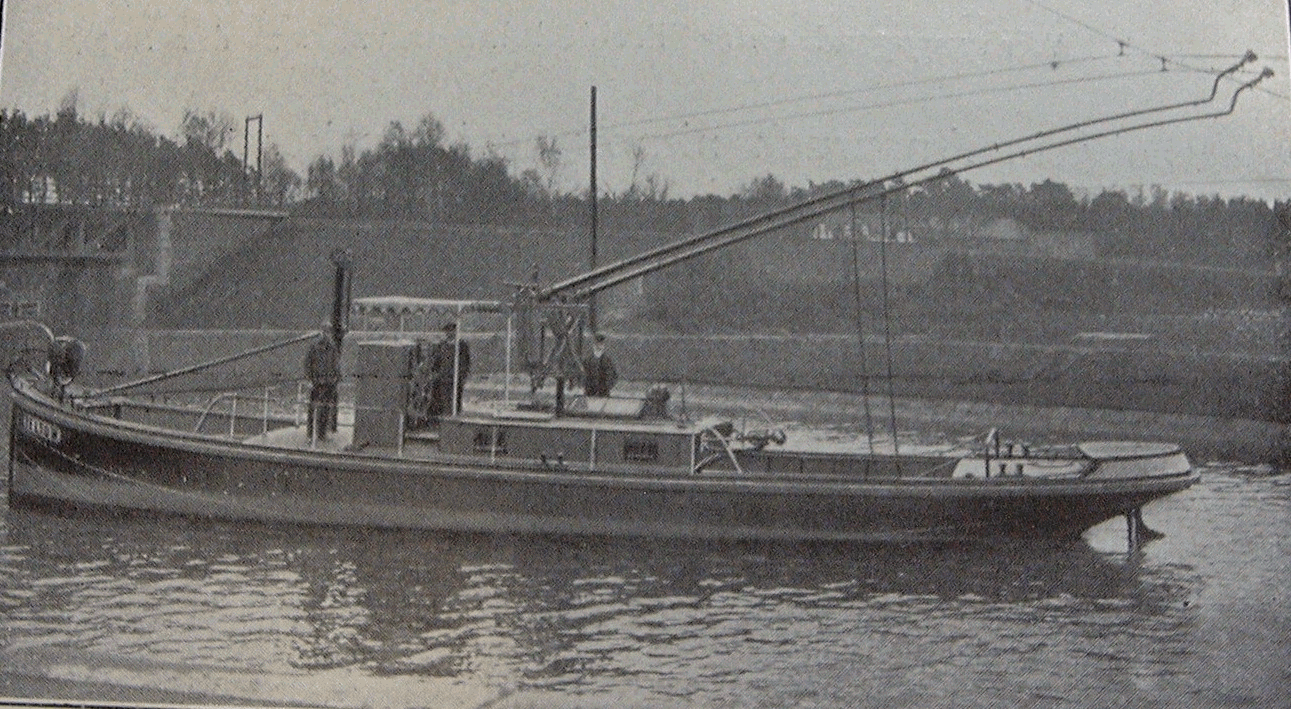
1903: die Teltow mit zwei Schiemann-Stangenstromabnehmern an der Badewitzbrücke, dem östlichen Ende der Schleppstrecke

Die Teltow, vollständige Bezeichnung Schleppschiff Teltow mit Oberleitung für elektrischen Treidelbetrieb, war ein elektrisch angetriebener Schlepper auf dem Machnower See, einem Teilabschnitt des Teltowkanals. Namensgebend war die brandenburgische Stadt Teltow.
Zweck der Anlage war die Vermeidung von Schäden durch das Kielwasser großer Kohlenschiffe, die die anliegenden Kraftwerke Schönow und Steglitz versorgten. Die Schiffe wurden deshalb von der Teltow geschleppt. Wegen der Breite des Gewässers konnte im betreffenden Abschnitt keine Treidelbahn installiert werden.
Die dafür verwendete Oberleitungs-Technik basierte auf dem Konzept des Oberleitungsbusses. Zunächst kamen Stromabnehmerstangen nach dem System Schiemann zum Einsatz, bereits 1903 erfolgte eine Umstellung auf einen selbstfahrenden Stromabnehmerwagen nach dem System Lombard-Gérin.

## Das Schiff

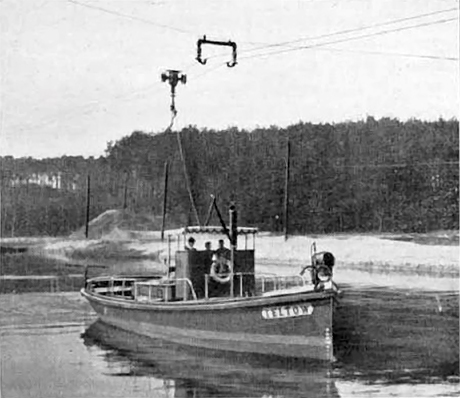
Die Teltow mit einem Lombard-Gérin-Stromabnehmer

Das Schiff war 17,59 Meter lang und 3,80 Meter breit. Es wurde 1903 in der Kette-Werft der Deutschen Elbschiffahrts-Gesellschaft in Dresden-Übigau gebaut, die elektrische Ausrüstung lieferten die Siemens-Schuckertwerke. Das Schleppboot hatte insgesamt drei Propeller. Die beiden äußeren, von 20 PS starken Motoren angetrieben, dienten auch der Steuerung. Den mittleren Propeller trieb ein 25-PS-Motor an, der allein der Fortbewegung diente. Die Gleichstrom-Elektromotoren bezogen den Strom aus drei großen Akkumulatoren oder direkt aus der über den Machnower See gespannten Oberleitung. Der Stromabnehmer war auf einem Schiffsmast so angebracht, dass das Schiff nach beiden Seiten etwa fünf Meter Bewegungsraum hatte. Die Akkumulatoren konnten ebenfalls aus der Oberleitung geladen werden. Der Wartungsaufwand für diese Energiequellen wird als erheblich beschrieben.
Die Teltow war für eine Schlepplast von 1000 Tonnen konzipiert, wobei sie im Schlepp eine Geschwindigkeit von maximal vier Kilometern pro Stunde erreichte. Die elektrische Antriebsanlage war insgesamt sehr störanfällig und der Stromverbrauch dreimal so hoch wie der Verbrauch der elektrischen Treidellokomotiven. Eine Weiterentwicklung des Systems der elektrischen Schleppschiffe wurde daher aus Kostengründen abgelehnt.

## Die Strecke
Die Schleppstrecke über den Machnower See begann beziehungsweise endete an der Schleuse Kleinmachnow und führte bis zur Einengung in den eigentlichen Kanalabschnitt an der Badewitzbrücke, der späteren Friedensbrücke. Die elektrifizierte Strecke war somit rund 1,3 Kilometer lang. An den beiden Streckenenden standen die Treidelloks bereit und übernahmen den Schleppzug. In der Literatur ist von einer Erprobungsphase bis 1910 die Rede. Gleichzeitig hat man mit einem Seilzug experimentiert, ähnlich einer Endlosschleife. Auch diese Möglichkeit der Schiffsbewegung wurde verworfen. Die kleinen Dampfschlepper, die man dann auf der Seenstrecke des Machnower Sees und des Griebnitzsee einsetzte, wurden mit Steinkohlenöl möglichst rauchlos betrieben, um eine Rauchbelästigung der Anwohner gering zu halten beziehungsweise gänzlich zu vermeiden. Bereits damals legten die Entwickler Wert auf rauchlose Antriebsmittel sowohl auf Schiffen als auch an Land.